# Luleb Illitj-Jaure
Luleb Illitj-Jaure är en sjö i Arjeplogs kommun i Lappland och ingår i Skellefteälvens huvudavrinningsområde. Sjön har en area på 0,659 kvadratkilometer och ligger 510,3 meter över havet. Luleb Illitj-Jaure ligger i Hornavan-Sädvajaure fjällurskog Natura 2000-område. Sjön avvattnas av vattendraget Illitj-Jåkkå. Vid provfiske har röding, stensimpa och öring fångats i sjön.

## Delavrinningsområde
Luleb Illitj-Jaure ingår i det delavrinningsområde (736757-154365) som SMHI kallar för Utloppet av Luleb Illitj-Jaure. Medelhöjden är 672 meter över havet och ytan är 8,23 kvadratkilometer. Det finns ett avrinningsområde uppströms, och räknas det in blir den ackumulerade arean 22,4 kvadratkilometer. Illitj-Jåkkå som avvattnar avrinningsområdet har biflödesordning 2, vilket innebär att vattnet flödar genom totalt 2 vattendrag innan det når havet efter 334 kilometer. Avrinningsområdet består mestadels av skog (51 procent) och kalfjäll (39 procent). Avrinningsområdet har 0,84 kvadratkilometer vattenytor vilket ger det en sjöprocent på 10,1 procent.